# Починок (Юровское муниципальное образование)
Починок — деревня в Грязовецком районе Вологодской области.
Входит в состав Юровского муниципального образования, с точки зрения административно-территориального деления — в Юровский сельсовет.
Расстояние по автодороге до районного центра Грязовца — 26 км, до центра муниципального образования Юрово — 6 км. Ближайшие населённые пункты — Ломок, Шнякино, Троицкое.
По переписи 2002 года население — 11 человек.